# 特勒克·久洛
特勒克·久洛（匈牙利語：Török Gyula，1938年1月24日—2014年1月12日），匈牙利男子拳击运动员。他曾代表匈牙利参加1960年和1964年夏季奥林匹克运动会拳击比赛，其中1960年奥运会获得一枚金牌。